# Montpont-en-Bresse
Montpont-en-Bresse é uma comuna francesa na região administrativa de Borgonha-Franco-Condado, no departamento Saône-et-Loire. Estende-se por uma área de 37,46 km². Em 2010 a comuna tinha 1 117 habitantes (densidade: 29,8 hab./km²).